# Friedrich Lensch
Friedrich Karl Lensch (* 10. August 1898 in Neu Galmsbüll, Provinz Schleswig-Holstein, Königreich Preußen; † 5. Januar 1976 in Hamburg) war ein deutscher lutherischer Geistlicher und zur Zeit des Nationalsozialismus Direktor der Alsterdorfer Anstalten.

## Leben bis zum Nationalsozialismus
Der Pastorensohn Lensch lebte ab 1910 in Elmshorn und nahm nach dem 1917 bestandenen Abitur ein Theologiestudium an der Universität Marburg auf. In der Endphase des Ersten Weltkrieges musste er sein Studium unterbrechen und war 1918 noch an der Ostfront eingesetzt. Nach Kriegsende setzte er sein Theologiestudium an den Universitäten Halle, Tübingen und Kiel fort. Am 11. November 1923 wurde er in Kiel ordiniert und war danach Provinzialvikar in Preetz. Ab Anfang Juli 1924 war er drei Jahre als Seemannspastor in Nordengland tätig und ab Ende August 1927 als Seemannspastor in Hamburg. Anfang Juni 1930 wurde er Pastor der Kirche St. Nicolaus, die die Kirche der Alsterdorfer Anstalten ist. Als Mitte September 1930 ein neuer Direktor der Alsterdorfer Anstalten gesucht wurde, war er nicht der Wunschkandidat des Vorstands. Da aber alle anderen Gefragten absagten, wurde er als Nachfolger Paul Stritters als Direktor berufen und blieb in dieser Funktion bis Anfang Oktober 1945. Lensch war politisch konservativ orientiert und lehnte die Weimarer Republik ab. Daher wurde er auch Mitglied des Wehrverbandes Stahlhelm der antirepublikanischen, antisemitischen und auf außenpolitische Revanche für die Niederlage im Ersten Weltkrieg bedachten DNVP.

## NS-Zeit
Nach der Machtergreifung trat Lensch infolge der Überführung des Stahlhelms in die Sturmabteilung (SA) ein und erreichte in dieser NS-Organisation den Rang eines Oberscharführers. Zudem gehörte er der Deutschen Arbeitsfront (DAF) und der Nationalsozialistischen Volkswohlfahrt (NSV) an. Lensch bemühte sich, seinen Betrieb gut mit den Nationalsozialisten kooperieren zu lassen. Dafür wurde den Alsterdorfer Anstalten 1941 das Gau-Diplom für einen mustergültigen Betrieb verliehen.
Lensch befürwortete Zwangssterilisationen nach dem Gesetz zur Verhütung erbkranken Nachwuchses und billigte diese auch an Insassen der Alsterdorfer Anstalten. Der schon seit 1928 in Alsterdorf tätige NS-Arzt und -Psychiater Gerhard Kreyenberg und spätere Stellvertreter von Lensch war als Gutachter am Erbgesundheitsgericht Hamburg für die Auswahl von Personen zuständig, die sterilisiert werden sollten. Patienten der Anstalt Alsterdorf waren schon 1933 seine ersten Opfer.
Lenschs Haltung gegenüber seinen Patienten fand ihren Niederschlag durch ein 1938 von Lensch maßgeblich gestaltetes neues Wandbildnis über dem Altar bei der Renovierung der St.-Nicolaus-Kirche auf dem Gelände der Alsterdorfer Anstalten. Das Bild zeigt Jesus am Kreuz und 15 Personen, die sich um ihn versammeln. Zwölf dieser Personen tragen einen Heiligenschein, drei nicht. Unter den zwölf Personen finden sich Johannes der Täufer, Martin Luther und auch Pastor Lensch selbst. Die drei Personen ohne Heiligenschein sind Menschen mit Behinderung. Michael Wunder, die Anstaltsleitung und andere kritische Beobachter deuten das seit 1987 so, dass im Grunde für Lensch Menschen mit Behinderung, also seine Patienten, nicht zur Gemeinde gehörten. Sie wurden als minderwertig dargestellt und standen außerhalb der Gruppe der vollwertigen Gemeindeglieder. Damit trat die nationalsozialistische Ideologie hinter diesem Altarbildnis deutlich hervor. Dass „Reinhaltung der Rasse und Höherzüchtung des Menschen“, beides Gedanken, die Lensch propagierte, Schritte auf dem Weg zur von Hitler propagierten „Ausmerzung und Vernichtung“ der Schwachen und so nur eine Vorstufe zur „Endlösung“  darstellten, war Lensch und seinen nationalsozialistischen Freunden nicht bewusst. Dieses Bild stellte für viele Jahre ein Problem für die Bewohner Alsterdorfs dar, so dass es zunächst verhängt wurde. Am 4. Februar 2020 gab die Stiftung Alsterdorf bekannt, dass das Wandbild mit der Mauer aus der Kirche entfernt werden sollte. Das Bild wurde Kern einer Dokumentationsstelle zum Nationalsozialismus, die der Hamburger Senat großzügig bezuschusst hat und am 9. Mai 2022 als Lern- und Gedenkort eröffnet wurde.
Ab 1938 beteiligte Lensch sich an der allgemeinen staatlichen NS-Judenverfolgung und ließ auf eigene Initiative 26 ihm anvertrauten jüdischen geistigbehinderten Insassen der Alsterdorfer Anstalten aus der Einrichtung abschieben. Teilweise wurden sie nach Hause entlassen. Der größte Teil dieser Menschen kam jedoch in staatlichen Versorgungsheimen unter – so auch in Hamburg –, die nicht behindertengerecht eingerichtet waren. Die meisten dieser Insassen wurden später in Einrichtungen wie der Tötungsanstalt Brandenburg ermordet. Lensch rechtfertigte die Abschiebung der Juden mit dem Druck der Finanzbehörden auf die Anstalt, sich der jüdischen Insassen zu entledigen. Michael Wunder und Harald Jenner, die ersten Forscher, die 1986 – lange nach dem Ende des Dritten Reiches – das Verhalten der Alsterdorfer Anstalten während der Zeit des Nationalsozialismus erforschten, hielten dies für eine Schutzbehauptung und warfen Lensch rassischen Antisemitismus vor. Dafür gab es auch Belege in den Akten. So war beispielsweise über einen Insassen berichtet worden:

„… seinen Kameraden gegenüber ein Scheusal, widerspenstig und eigensinnig, unordentlich; verlangte, daß die anderen ihn als Juden verstehen und sich nach ihm richten sollten“ oder „Veränderte sich in letzter Zeit zu seinem Nachteil, wurde unaufrichtiger, unordentlicher, in allem kam seine jüdische Art mehr zum Vorschein …“

Die Alsterdorfer Anstalten und ihr Direktor Lensch waren auch in die Tötungsaktionen der nationalsozialistischen Euthanasiemaßnahmen im Rahmen der Aktion T4 involviert, indem sie bei der Verbringung von hunderten Insassen in die NS-Tötungsanstalten mithalfen. In den NS-Tötungsanstalten wurden diese Geisteskranken ermordet, sie verhungerten oder starben infolge der Verabreichung tödlicher Medikamentencocktails. Insgesamt wurden unter Mitwirkung von Lensch und seiner Verwaltung über 600 Menschen deportiert, wobei Lensch und seine Untergebenen von der Mordabsicht wussten. Von den 630 deportierten Bewohnern wurden bis zur Befreiung vom Nationalsozialismus 511 ermordet. Lensch bestritt nach dem Krieg, etwas von dem Mordcharakter der Anstalten gewusst zu haben, in die er seine Patienten verschickte.
Während des Zweiten Weltkrieges war Lensch 1940 im Rang eines Obergefreiten bei der Geheimen Feldpolizei eingesetzt.

## Nachkriegszeit
Nach  Kriegsende trat Lensch zur Zeit der britischen Besatzung Ende Oktober 1945 von seinem Posten zurück, um einer Entlassung zuvorzukommen. Er wurde noch 1945 entnazifiziert. Sein Alsterdorfer Nachfolger, Volkmar Herntrich, vermittelte ihm die Pfarrstelle der Christuskirche in Hamburg-Othmarschen, die er bis 1963 zur Zufriedenheit seiner Gemeinde innehatte.
Es gab direkt nach dem Ende des NS-Staates kein strafrechtliches Verfahren gegen Lensch. Präventiv hatte Lensch eine Rechtfertigungsschrift über seine Rolle in den T4-Vorgängen verfasst, die unveröffentlicht blieb. Anfang der 1950er Jahre drängte Lensch auf Nachzahlung von Gehaltsteilen, die er sich aus seinem wesentlich höheren Gehalt als ehemaliger Anstaltsleiter der Alsterdorfer Anstalten errechnete. Damit erzwang er eine Diskussion über seine Rolle im Nationalsozialismus. Daraufhin wurde ein Disziplinarverfahren gegen ihn eröffnet, das aber nach einiger Zeit stillschweigend eingestellt wurde. Denn der für ihn verantwortliche Leiter des Kirchenamtes in Kiel, Oskar Epha, war als Leiter der Ricklinger Anstalten des Landesvereins für Innere Mission während der NS-Zeit ebenfalls tief in die Euthanasiemorde verstrickt. 
Später, unter dem Eindruck der Heyde-Sawade-Affäre fing die Öffentlichkeit an, sich mehr für die Rolle der Alsterdorfer Anstalten im Nationalsozialismus zu interessieren. Aber erst 1967 wurden auf die konkrete Anzeige eines ehemaligen Patienten von Alsterdorf und Begleiters eines Transports von Insassen in eine Tötungsanstalt von der Staatsanwaltschaft Hamburg Ermittlungen gegen Lensch eingeleitet. 1973 war die 870-seitige Anklageschrift gegen Lensch wegen Beihilfe zum Mord und Mord und einen weiteren Beschuldigten, den ehemaligen leitenden Beamten in der Hamburger Gesundheitsverwaltung Kurt Struve, fertig. Das Landgericht Hamburg lehnte die Eröffnung der Hauptverhandlung gegen Lensch ab, weil dem Beschuldigten kein Vorsatz bei seinen Handlungen nachgewiesen werden konnte. Der Prozess gegen Struve wurde eingestellt, weil Struve geltend machen konnte, dass er teilweise – obwohl sonst bei guter Gesundheit – psychisch diesem Prozess nicht gewachsen sei, so der mit der Anklage betraute Staatsanwalt Dietrich Kuhlbrodt in einem Buchbeitrag 1984. Die Leitung der Alsterdorfer Anstalten hatte außerdem die Zusammenarbeit mit den Staatsanwälten boykottiert und ihnen wichtige Informationen vorenthalten.